# وقتی زنی دخالت می‌کند
«وقتی زنی دخالت می‌کند» (فرانسوی: Quand la femme s'en mêle‎) فیلمی جنایی محصول فرانسه، ایتالیا و آلمان غربی است که در سال ۱۹۵۷ اکران شد. از بازیگران آن می‌توان به آلن دلون و ژان سروه اشاره کرد.
این فیلم اقتباسی از رمان بدون حضور گودو نوشته ژان آمیلا است. فیلم به کارگردانی ایو الیگره، اولین فیلم آلن دلون و برونو کرمر بود و در استودیو بیلانکورت در پاریس فیلمبرداری شد.

## داستان
آنجل (با نام مستعار "مین") همسر هنری گودو است که احساس می‌کند ازدواج او توسط یک رقیب تهدید شده است. وقتی شوهر سابقش فلیکس به آنجل مراجعه می‌کند، قاتل جوانی را استخدام می‌کند.

## بازیگران
- ژان سروه
- آلن دلون
- برنار بلیه
- برونو کرمر
- جین لوفور
- جس هان
- پاسکال روبر
- پی‌یر موندی